# Косаківка (Генічеський район)
Косакі́вка — село в Україні, у Нижньосірогозькій селищній громаді Генічеського району Херсонської області. За даними перепису 2001 року населення села становить 73 осіб. До 2020 підпорядковувалося Новопетрівській сільській раді.
Село тимчасово окуповане російськими військами 24 лютого 2022 року.
Станом на 2018 рік село знелюднене, вцілілих дворів та хат немає.

## Географія
- На півдні села знаходиться Косаківський під — ділянка цілинного неораного степу площею 120 га. На мапах «Шуберта — Тучкова» 1868 року це місце позначається як Прогнойний під[1]. Згідно з даними Державного земельного кадастру України, територія поду перебуває в державній власності та віднесена до земельних ділянок, які можуть бути використані для будівництва об'єктів відновлювальної енергетики.

## Історія

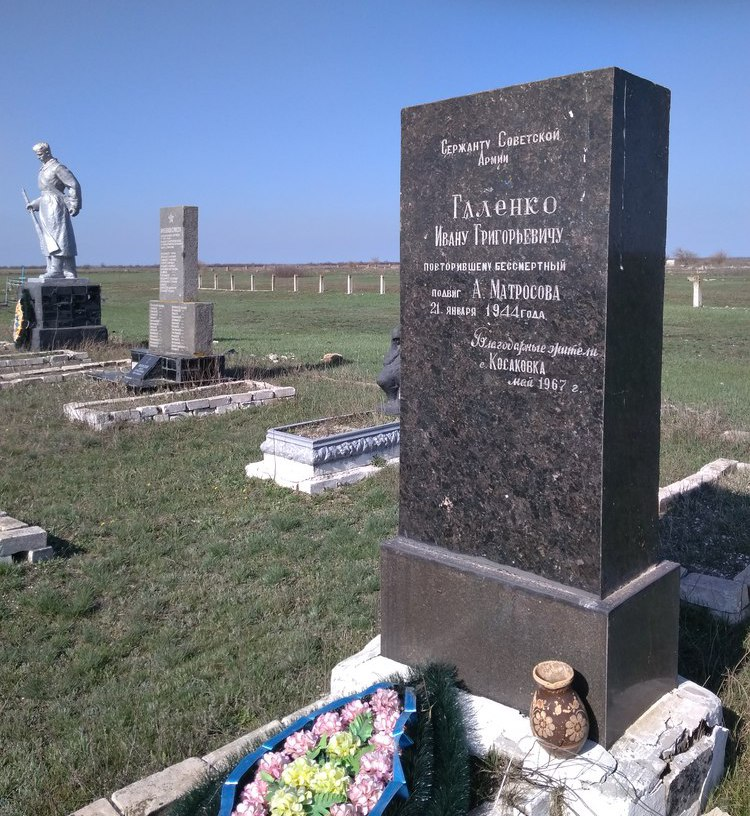
Поховання воїнів Другої світової війни в с. Косаківка

- Поховання воїнів Другої світової війни в с. КосаківкаУ середині 1920-х років в селі існувала польська сільська рада. Правова база формування національних адміністративно-територіальних одиниць була підведена постановами ВУЦВК і Раднаркому УРСР «Про виділення національних районів і сільрад» від  29.08.1924 р. та ухвалена IV сесією ВУЦВК 8-го скликання 19.02.1925 р. Цими документами встановлювалося, що національний район може бути утворений при наявності на його території не менше ніж 10 тис. громадян певної національності, а національна сільська рада — 500 осіб. В 1930-х роках польська сільська рада, як «буржуазно-націоналістична» припинила своє існування.
- Оскільки серед жителів села переважали особи польської національності в Косаківці була заснована у 1926 році польська дворічна школа. Навчання проводилося польською та російською мовами. На 1 січня 1927 р. там навчалося 39 учнів, з яких 6 — українці, що навчалися російською мовою та 33 — поляки, які навчалися національною мовою. Працювала школа в одну зміну, викладав один вчитель — Чернецький Петро Рахович, який був завучем та мав стаж роботи 9 років. При школі функціонувала книгозбірня для дітей та педагогів.  В кінці 1938 року, відповідно до постанови ЦК КП(б)У школу з польською мовою викладання було реорганізовано в україномовну. У Постанові Політбюро ЦК КП(б)У «Про реорганізацію національних шкіл на Україні» (від 10 квітня 1938 року) відзначалося:«Перевіркою встановлено, що вороги народу троцькісти, бухаринці й буржуазні націоналісти, які орудували в НКО УРСР, насаджували особі німецькі, польські, чеські, шведські, грецькі та інші школи, перетворюючи їх у вогнища буржуазно-націоналістичного впливу на дітей». У зв'язку з цим ЦК КП(б)У визнав «недоцільним і шкідливим подальше існування особливих національних шкіл, особливих національних відділів та класів при звичайних радянських школах»[2].
- Під час боїв на Нікопольському плацдармі  в селі Косаківка був розташований 4166 польовий пересувний шпиталь та 58 медико-санітарний батальйон.[3]
- На цвинтарі, на окраїні села, знаходиться поховання воїнів, що загинули в роки Другої світової війни, встановлено імена 41 особи[4].
- Сільськогосподарські землі навколо села були закріплені за колгоспом ім. Калініна. Більшість жителів села працювало в цьому колгоспі. У Косаківці була розміщена вівчарська ферма цього сільськогосподарського підприємства.
- 12 червня 2020 року, відповідно до розпорядження Кабінету Міністрів України № 726-р «Про визначення адміністративних центрів та затвердження територій територіальних громад Херсонської області», увійшло до складу Нижньосірогозької селищної громади[5].
- 19 липня 2020 року, в результаті адміністративно-територіальної реформи та ліквідації  Нижньосірогозького району увійшло до складу Генічеського району[6].

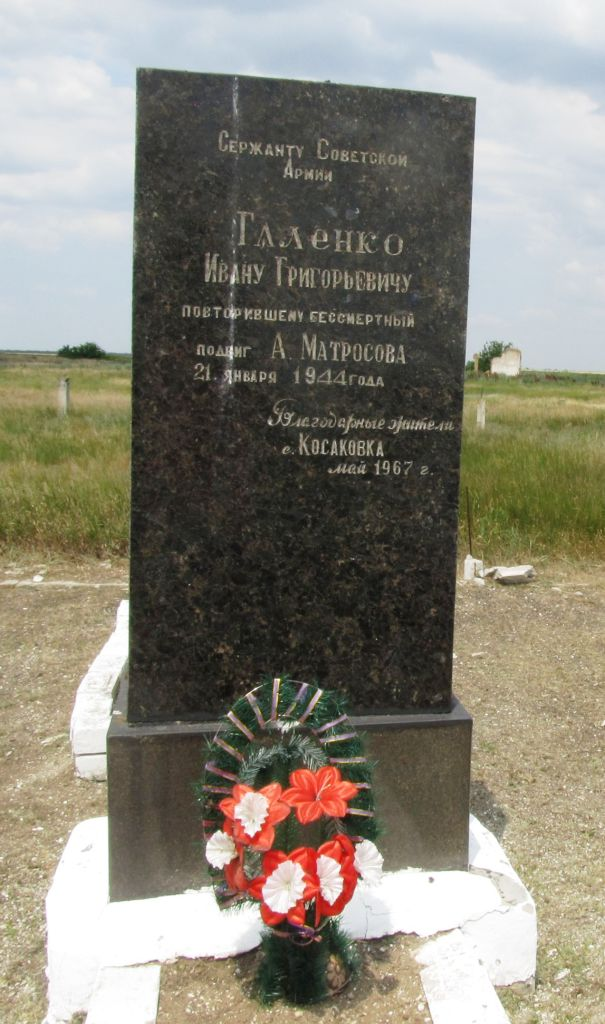
Могила Івана Галенка.

## Населення
Згідно з переписом УРСР 1989 року чисельність наявного населення села становила 151 особа, з яких 63 чоловіки та 88 жінок.
За переписом населення України 2001 року в селі мешкали 73 особи.

### Мова
Розподіл населення за рідною мовою за даними перепису 2001 року:
| Мова       | Відсоток |
| ---------- | -------- |
| українська | 78,08 %  |
| російська  | 21,92 %  |

## Постаті

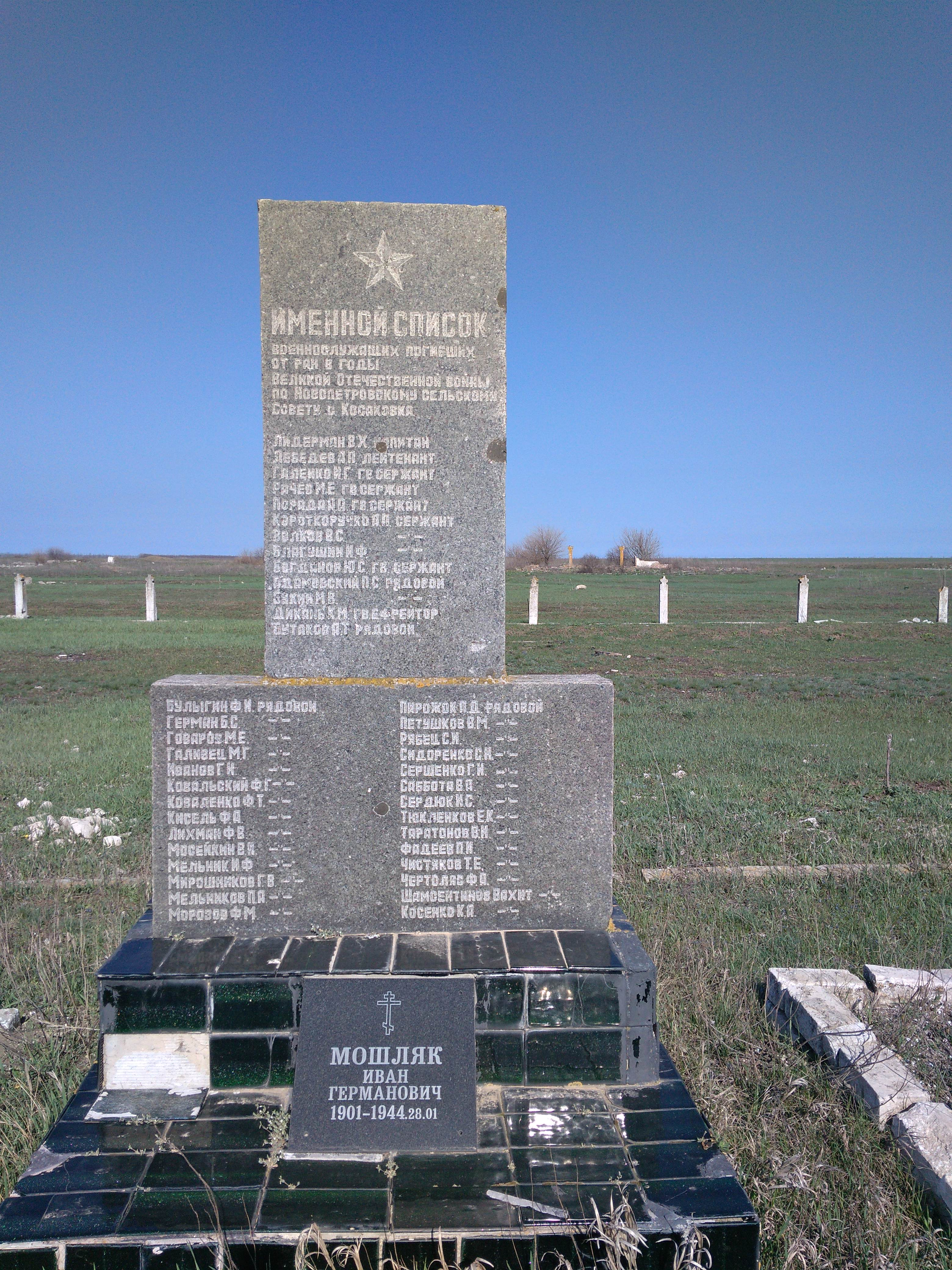
Стела з іменами воїнів Другої світової війни.

- Галенко Іван Григорович, уродженець Донецької області України. У роки Другої світової війни був сержантом-розвідником 160-го Гвардійського стрілецького полку 54-ї Гвардійської стрілецької дивізії. Звільняючи свою землю від фашистів, взяв участь у бойовій операції на Нікопольському плацдармі між селами Зелене та Верхній Рогачик Великолепетиського (нині Верхньорогачицького) Херсонської області. За непідтвердженою інформацією, він 20 січня 1944 року своїм тілом закрив амбразуру ворожої вогневої точки, рятуючи своїх товаришів від куль, тим самим повторив подвиг Олександра Матросова. Був важко поранений. Помер від ран в санітарній частині села Косаківка Нижньосірогозького району. Похований в селі Косаківка. У січні 1944 року сержант И.Г. Галенко був нагороджений Орденом Червоної Зірки, посмертно. Надалі на честь Галенко І. Г. були названі вулиці села  Косаківки та сусіднього села Новопетрівки, а також його ім'я носила піонерська дружина школи с. Новопетрівки[10].
- Стрелюк Олександр Олександрович (1982—2015) — старший сержант Збройних сил України, учасник російсько-української війни.